# Miloš Todorović
Miloš Todorović (Niederkorn, 18 augustus 1995) is een Luxemburgs voetballer met Bosnische roots. Hij speelt als middenvelder bij de Luxemburgse club Jeunesse Esch. Hij is de broer van Milko Todorović.

## Carrière
Todorović speelde voor de jeugd van Jeunesse Esch, bij deze club speelt hij anno 2019 nog steeds en is hij aanvoerder.
Hij maakte deel uit van de ploeg die in 2013 de Luxemburgse voetbalbeker wist te winnen. Hij speelde ook de volgende jaren voor de club en verlengde in 2014 en 2021 nogmaals zijn contract daar. Hij werd door zijn lange periode bij de club ook kapitein van Jeunesse.

## Erelijst
- Jeunesse Esch
  - Luxemburgse voetbalbeker: 2013

1 Sommer ·
2 Mendes ·
3 C. de Sousa ·
4 Todorović  ·
5 Meddour ·
6 Fiorani ·
7 Klica ·
8 Duriatti ·
10 Deidda ·
11 Makota ·
12 Ivesic ·
14 Menessou ·
16 Kyereh ·
17 D. de Sousa ·
18 Lapierre ·
19 Rosa ·
20 D. Soares ·
21 Arslan ·
22 C. Soares ·
23 Steinbach ·
24 Kouamé ·
25 Brito ·
26 Fox ·
Boakye ·
Coach: Tosi